# Sielatino (stacja kolejowa)
Sielatino (ros. Селятино) – stacja kolejowa w miejscowości Sielatino, w rejonie narofomińskim, w obwodzie moskiewskim, w Rosji. Położona jest na linii Moskwa – Briańsk – Kijów.
Na stacji znajduje się terminal kontenerowy, będący punktem docelowym pociągów towarowych z Chin oraz z Rotterdamu. W 2024 koleje kazachstańskie wraz rosyjskim i chińskim partnerami, rozpoczęły jego rozbudowę. Docelowo ma powstać centrum transportowo-logistyczne obsługujące pociągi kontenerowe relacji Xi'an – Sielatino przez Kazachstan.